# Simon Géza (színművész)
Simon Géza (Vörösberény, 1924. január 10. – ?, 2009. április 23.) magyar színész, érdemes művész, a Győri Nemzeti Színház örökös tagja.

## Életpályája
Vörösberényben született, 1924. január 10-én, de Veszprémet tartotta szülővárosának. Édesapja Veszprémben, a Dózsavárosban volt pékmester. 

„…szülője elé állt és azt mondta: „Színész akarok lenni”. Mint az ilyen történetekben szokásos, megkapta a két atyai pofont. Korántsem félelemtől hajtva, inkább a szülők iránti tiszteletből. az ifjú ember befejezte a középiskolát a veszprémi felsőkereskedelmiben és még segédlevelet is szerzett hozzá… ”

 Ő is kitanulta a pékmesterséget.
Színészi élete Veszprémben kezdődött, Csererdőn Sághy Géza szervezte a társulatot. Fél szezon után Horváth Gyula győri társulatához szerződött.

„Azt hiszem Sághy Géza színtársulatára még élénken emlékeznek Veszprémben. Táncos-komikusként kaptam szerepeket ebben a társulatban. Amikor 1946-ban, Győrbe szerződtettek, örömöm kettős volt. Egyrészt az, hogy Veszprém továbbra is játékhelyünk, körzetünk maradt. A Győrben játszott szerepeket szülővárosomban is alakíthattam.”

 A színiakadémián Kiss Ferenc keze alatt Darvas Ivánnal, Kállai Ferenccel, Petress Zsuzsával kezdte a stúdiumokat, de félbehagyta tanulmányait. 1953-tól Miskolcon, 1958-tól a kecskeméti Katona József Színházban játszott. 1963-tól az Állami Déryné Színház tagja volt. Szerepelt Budapesten a Kamara Varietében is. 1968-tól a Békés Megyei Jókai Színházhoz, 1976-tól a kaposvári Csiky Gergely Színházhoz szerződött. 1978-tól a győri Kisfaludy Színház színművésze volt. 1985-ben érdemes művész lett. A győri társulat örökös tagjai közé is beválasztották.
Házastársa Kocsis Mária színésznő volt. Unokahúga: Szóka Júlia színésznő.

## Fontosabb színházi szerepei
- William Shakespeare: Vízkereszt... Nemes Böffen Tóbiás
- William Shakespeare: Szentivánéji álom... Egeus, Hermia apja
- William Shakespeare: Troilus és Cressida... Priamus, Trója királya
- William Shakespeare: Macbeth... Lennox, skót nemes
- William Shakespeare: III. Richárd... Első gyilkos
- William Shakespeare: Lear király... Aggastyán
- William Shakespeare: Rómeó és Júlia... Patikus Mantuában
- William Shakespeare – Kiss Csaba: Hazatérés Dániába... Öreg sírásó
- Giovanni Boccaccio: Huncut asszonyok (Boccaccio)... Lotteringhi, kádár
- Niccolò Machiavelli: Mandragóra... Nicia
- Molière: A képzelt beteg... Purgó, Argan orvosa
- Molière: Úrhatnám polgár... Coville, Cleonte szolgálója
- Molière: Dandin György... Dandin György
- Friedrich Schiller: Stuart Mária... Melvil
- Johann Wolfgang von Goethe: Kéz kezet mos... A fogadós
- Stendhal: Vörös és fekete... Börtönőr
- Jane Austen: Büszkeség és balítélet... Mr. Simpson
- Bertolt Brecht: Koldusopera... Tigris Brown
- George Bernard Shaw: Szent Johanna... La Hire, kapitány; Baudricourt; Hóhér
- Oscar Wilde: Flórenci tragédia... Simone, flórenci kereskedő
- Henrik Ibsen: Hedda Gabler... Jörgen Tesman, művelődéstörténész
- Arthur Miller: A salemi boszorkányok... Thomas Putnam
- John Steinbeck: Egerek és emberek... Gazda
- Makszim Gorkij: Éjjeli menedékhely... Medvegyev
- Anton Pavlovics Csehov: Cseresznyéskert... Szimeonov-Piscsik
- Lev Nyikolajevics Tolsztoj: Háború és béke... Mihail Ilarjonovics Kutuzov
- Bulat Salvovics Okudzsava – Várady Szabolcs – Fodor Géza: Merszi! - avagy Sipov kalandjai... Tucskov tábornok
- Valentyin Petrovics Katajev: Bolondos vasárnap... Portás
- Jaroslav Hašek: Svejk... Wendler
- Bohumil Hrabal: Bambini di Prága... Hentes
- Anthony Marriott – Alistair Foot: Csak semmi szexet kérem, angolok vagyunk!... Vernon Paul, főfelügyelő
- Georges Feydeau: Bolha a fülbe... Augustin Ferraillon
- Johann Strauss: A cigánybáró... Zsupán
- Johann Strauss: A denevér... Blind
- Leo Fall: Pompadour... A király
- Carl Millöcker: Koldusdiák... Rampassek
- Bedřich Smetana: Eladott menyasszony... Cirkuszigazgató
- Jacques Offenbach: Egy marék boldogság... Kuffer Sebestyén
- Jacques Offenbach: Szép Heléna... Kalchas
- Katona József: Bánk bán... Simon bán
- Vörösmarty Mihály: Csongor és Tünde... Balga
- Madách Imre: Az ember tragédiája... Lucifer
- Mikszáth Kálmán: A Noszty fiú esete Tóth Marival... Homlódy János, földbirtokos
- Csepreghy Ferenc: Piros buggyeláris... Török Mihály, a tölgyesi bíró
- Molnár Ferenc: Játék a kastélyban... Gál
- Molnár Ferenc: Liliom... Hugó
- Molnár Ferenc: Egy, kettő, három... Gróf Dubois-Schottenburg
- Füst Milán: IV. Henrik... Fülöp
- Bíró Lajos: Sárga liliom... Zechmeister Mátyás, kereskedő
- Thury Zoltán: Katonák... Pető Bálint
- Móricz Zsigmond: Úri muri... Borbíró Gergely
- Móricz Zsigmond: Nem élhetek muzsikaszó nélkül... Lajos bácsi
- Illyés Gyula: Kegyenc... Fulgentius
- Örkény István: Macskajáték... Csermlényi Viktor
- Márai Sándor: A kassai polgárok... Dyles, a molnár
- Felkai Ferenc: A hercegkisasszony... Pista bácsi, kertész
- Tersánszky Józsi Jenő: Kakuk Marci... Tömpe Ambró
- Darvas József: Szakadék... Mikus
- Fehér Klára: Nem vagyunk angyalok... Dr. András György, Sziliné veje
- Tabi László: Enyhítő körülmény... A férj
- Görgey Gábor: Komámasszony, hol a stukker?... Méltóságos
- Csurka István: Eredeti helyszín... Gyártásvezető
- Szabó Magda: Régimódi történet... Apátplébános
- Tamási Áron: Ősvigasztalás... Szándék Lajos
- Sós György: Pettyes... Bereki
- Tasnádi István: Mániákusok... Harpagon, a fösvény
- Kovách Aladár: Téli zsoltár... Az öreg Keresztúri
- Tóth Miklós: Fejesek... Mihály
- Sárosi István: Rákfene... Beteg
- Paul Burkhard: Tűzijáték... Albert Oberholzer gyáros, az ünnepel
- Huszka Jenő: Lili bárónő... Malomszegi báró; Becsey
- Lehár Ferenc: Luxemburg grófja... Lord Lanchester
- Lehár Ferenc: A mosoly országa... Csang
- Kálmán Imre: Bajadér... La Torutte Fülöp
- Kálmán Imre: A montmarte-i ibolya... Színházigazgató
- Jacobi Viktor: Sybill... Kormányzó
- Jacobi Viktor: Leányvásár... Harrison
- Szinetár György – Behár György – Szenes Iván: Susmus... Drávai, igazgató
- Ödön von Horváth: Mesél a bécsi erdő... Havlitsek
- Kacsóh Pongrác: János vitéz... Francia király
- Dale Wasserman: La Mancha lovagja... Sancho
- Franz von Schönthan – Kellér Dezső – Horváth Jenő – Szenes Iván: A szabin nők elrablása... Rettegi Fridolin, színigazgató; Raposa Bogdán, borkereskedő
- Szirmai Albert – Bakonyi Károly – Gábor Andor: Mágnás Miska... Korláthy gróf
- Csemer Géza – Szakcsi Lakatos Béla: Piros karaván... Izsák, cigánykocsma vezetője
- Zerkovitz Béla – Szilágyi László: Csókos asszony... Csipcsala, pék
- Kolumbusz tojása (kabaré)... szereplő (Kamara Varieté)
- A függöny felhördül (kabaré)... szereplő (Kamara Varieté)

## Filmek, tv
- Pacsirta (1964)
- Gyula vitéz télen-nyáron (1970)
- Rózsa Sándor (1971)
- A visszaeső bűnös (1971)
- Nyulak a ruhatárban (1972)
- Három affér (1972)
- Utazás Jakabbal (1972)
- Férfiak mesélik (1972)
- Nápolyt látni és… (1973)
- Kakuk Marci (1973)
- Szép maszkok (sorozat)

- A sárkányölő című rész (1974)
- A helyettes, avagy méltatlanul elfeledett elsö magyar pokoljáró históriája című rész (1974)
- Mia Mayo tévedése című rész (1974)
- Átmenő forgalom (1974)
- Aranyborjú (1974)
- 12 egy tucat (1974)
- Makra (1974)
- Valaki (1975)
- Embersirató (1975)
- Csontváry (1975)
- Világok boltja (1975)
- Sztrogoff Mihály (1975)
- Kísértet Lublón (1976)
- Húsvét (1976)
- Különös mátkaság (1977)
- A 78-as autóbusz útvonala (1977)
- Szemetes-trilógia (1977)
- Minden szerdán (1979)
- Az ügyeleti szolgálattól... (1979)
- Megtörtént bűnügyek (sorozat)

- A kiskirály című rész (1980)
- Asszonyok (1981)
- Szerencsétlen flótás (1981)
- Szókimondó asszonyság (1987)
- Baltazárok (1987)
- A fészek melege (1988)
- Patika (sorozat)

- 5. rész (1995)
- Szamba (1996)
- A három testőr Afrikában (1996)
- Offenbach titkai (1996)
- Komédiások (sorozat, 2000)
- Film... (2000)
- Zsaruvér és Csigavér II.: Több tonna kámfor (2002)